# Mały Staw Kieżmarski
Mały Staw Kieżmarski, w części literatury tatrzańskiej Mały Staw Kiezmarski, Mały Czarny Stawek (słow. Malé Čierne pleso, Malé pliesko) – niewielki staw w słowackich Tatrach Wysokich, w Dolinie Zielonej Kieżmarskiej (Dolina Zeleného plesa) – górnej części Doliny Kieżmarskiej (Dolina Bielej vody Kežmarskej). Staw leży na wysokości 1579 m n.p.m., ma 0,07 ha powierzchni, 53 m długości, 18 m szerokości i 2,0 m głębokości (pomiary wymiarów stawu z lat 1961–1967). Przy brzegu stawu występuje roślinność torfowiskowa, a nieco dalej zwarte zarośla kosodrzewiny.
Nad staw nie prowadzi żaden szlak turystyczny, ale w odległości ponad 70 m na południowy zachód od brzegu jeziorka przebiega czerwono znakowana Magistrala Tatrzańska, na odcinku łączącym Łomnicki Staw z Zielonym Stawem Kieżmarskim. W pobliżu Małego Stawu Kieżmarskiego znajdują się inne, większe jeziora – Czarny Staw Kieżmarski (Čierne pleso Kežmarské) i Zielony Staw Kieżmarski (Zelené pleso Kežmarské).